# 大营镇 (紫云县)
大营镇，是中华人民共和国贵州省安顺市紫云苗族布依族自治县下辖的一个乡镇级行政单位。
2016年1月14日，贵州省人民政府批复同意紫云自治县部分乡镇行政区划调整，撤销大营乡建制，设置大营镇，撤乡设镇后行政区域和政府驻地不变。

## 行政区划
大营镇下辖以下地区：
大营村、大进村、五星村、打彩村、伍关村、大龙村、龙坉村、金星村、岜茅村、妹场村、新坝村、龙洞村、大坡村、岩脚村、大坪村、打哇坪村、打壤村、联八村和三合村。